# ناوشکن ژاپنی ناگانامی
ناوشکن ژاپنی ناگانامی (به انگلیسی: Japanese destroyer Naganami) یک کشتی بود که طول آن ۱۱۹٫۱۵ متر (۳۹۰ فوت ۱۱ اینچ) بود. این کشتی در سال ۱۹۴۲ ساخته شد.